# 5137 Frevert
Az 5137 Frevert (ideiglenes jelöléssel 1990 VC) a Naprendszer kisbolygóövében található aszteroida. [[Baur, J. M.]] fedezte fel 1990. november 8-án.